# Dushanzi
Dushanzi, även känt som Tushantze eller Maytagh, är ett stadsdistrikt i Karamay i Xinjiang-regionen i nordvästra Kina. Orten är en enklav helt omgiven av prefekturen Tarbagatay.
1897 började olja utvinnas på orten 1897 och på 1930-talet hade en oljeindustri vuxit fram i samarbete med Sovjetunionen. Under 1950-talet slogs orten samman med Karamay som också var en viktig ort för den kinesiska oljeindustrin. Idag är flera av Kinas viktigaste raffinaderier belägna i Dushanzi.